# Regla de l'octet

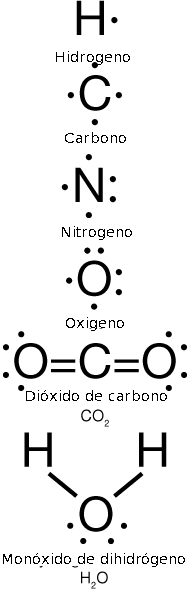
Estructures de Lewis d'alguns elements amb la representació dels electrons de la capa de valència i dos composts on l'O compleix la regla de l'octet

La regla de l'octet fou enunciada pel químic nord-americà Gilbert Newton Lewis (1875-1946) l'any 1916 i diu:
La tendència dels àtoms dels elements del sistema periòdic, és completar els seus darrers nivells d'energia (nivell de valència) amb una quantitat d'electrons tal que adquireix una configuració similar a la d'un gas noble.
Els gasos nobles (He, Ne, Ar, Kr, Xe, Rn) estan ubicats a l'extrem dret de la taula periòdica i són inerts, o sigui que és molt difícil que reaccionin amb un altre element. Com que tenen les capes electròniques completes, amb 8 electrons, Lewis indicà que aquest fet permet establir una regla que indica si un element serà o no reactiu i quants d'enllaços covalents formarà, amb l'objectiu d'aconseguir la capa de valència amb 8 electrons.
Pels enllaços iònics Walther Ludwig Julius Kossel (1888 -1956) desenvolupà la mateixa regla en la seva teoria de l'enllaç iònic. En conjunt es pot dir que els electrons que ha d'aconseguir un àtom per completar la seva capa de valència ho pot fer per:
- Compartició d'electrons amb un altre element químic, la qual cosa dona lloc a l'enllaç covalent.
- Pèrdua d'electrons, formant-se cations, és el cas dels elements alcalins (Li, Na, K, Rb, Cs i Fr) i dels elements alcalinoterris (Be, Ca, Mg, Sr, Ba i Ra) que perden un o dos electrons respectivament. Aquests cations poden formar enllaços iònics amb anions.
- Adquisició d'electrons, formant-se anions, és el cas dels halògens (F, Cl, Br, I i At) o dels calcògens (O, S, Se i Te), que guanyen un o dos electrons respectivament. Aquests anions poden formar enllaços iònics amb cations.

La regla és vàlida pels enllaços iònics pels elements que estan situats als extrems de la taula periòdica. També és vàlida pels enllaços covalents dels elements del segon període, ja que els àtoms dels elements que es troben després del segon període de la taula periòdica, poden acomodar més de 8 electrons a la seva capa externa. Exemples són els compostos PCl₅ i SF₆. Tampoc els dos elements del primer període (H i He) no la compleixen, ja que la seva darrera capa només pot acomodar dos electrons.
Algunes molècules o ions summament reactius tenen àtoms amb menys de 8 electrons a la seva capa externa. Un exemple és el trifluorur de bor (BF₃). A la molècula de BF₃ l'àtom de bor central només té 6 electrons al seu voltant. Aquest buit electrònic el predisposa a formar interaccions per omplir-lo.
Trobem alguns elements que no sempre compleixen la regla de l'octet, aquestes excepcions són els elements del període 3, fòsfor, sofre i clor.